# Vèbre (rzeka)
Vèbre – rzeka we Francji, przepływająca przez tereny departamentów Tarn i Hérault, o długości 31,2 km. Stanowi dopływ rzeki Agout.